# Schock (Medizin)
Der Begriff Schock (früher auch: Kreislaufschock) bezeichnet in der Medizin ein lebensbedrohliches Zustandsbild. Es bildet sich eine schwere Kreislaufstörung aus, bei der meist die Blutzirkulation in den Kapillaren vermindert ist. Als Folge treten eine Sauerstoffunterversorgung der Gewebe und in letzter Konsequenz ein Stoffwechselversagen auf.
Ursache ist meist eine erhebliche Verminderung des zirkulierenden Blutes. Blut- oder Flüssigkeitsverluste, etwa bei einem Trauma, ein Versagen der Kreislaufregulation in der Körperperipherie, etwa bei Sepsis oder bei allergischen Reaktionen vom Soforttyp (Anaphylaxie), können einen Schock hervorrufen. Auch wenn das Herz versagt und nicht mehr in der Lage ist, ausreichend Blut in die Peripherie zu pumpen, kann es zum Schock kommen.
Die Folgen einer extremen psychischen Belastung werden im Gegensatz zur Umgangssprache in der medizinischen Fachsprache nicht als Schock bezeichnet, sondern als akute Belastungsreaktion.

## Definition
Schock ist definierbar „als unzureichende Durchblutung vitaler Organsysteme mit nachfolgender Gewebehypoxie als Ausdruck eines Missverhältnisses zwischen Sauerstoffangebot- und bedarf“ (verminderte Sauerstoffutilisation).

## Pathophysiologie
Weitgehend unabhängig von der Ursache verlaufen alle Formen des Schocks mit einer physiologischen Reaktion des Körpers, mit der dieser versucht, seinen Blutdruck zu stabilisieren. Dabei wird die Ausschüttung von Alarmhormonen wie Adrenalin und Noradrenalin gesteigert. Diese bewirken ihrerseits neben einem Anstieg der Herzfrequenz auch eine Engerstellung der Haargefäße (Arteriolen und Venolen), also Reaktionen, die zu einer Steigerung des Blutdruckes führen. Daher kann in der Anfangsphase eines Schocks der Blutdruck noch normal sein. Die Ansatzpunkte der Katecholamine im Körper sind die α- und β-Adrenozeptoren. Sie sind unterschiedlich im Körper verteilt, so dass durch die bewirkte Umverteilung des zirkulierenden Blutes (Zentralisation) die Durchblutung von Herz und Gehirn möglichst lange aufrechterhalten bleibt. Anfänglich wird diese Blutdruckstabilisierung zusätzlich durch den reaktiven Einstrom interstitieller Flüssigkeit in die Blutbahn unterstützt.
Die Engstellung der Haargefäße und die damit verbundene Drosselung des Blutflusses bewirkt im weiteren Verlauf eine Minderversorgung der Gewebe, so dass dort eine Hypoxie entsteht. Als Folge häufen sich vermehrt die sauren Endprodukte des anaeroben Kohlenhydratstoffwechsels (Laktat) an. Dies wiederum führt sowohl zu einer messbaren Übersäuerung des Körpers (metabolische Azidose) als auch zum Austreten von Flüssigkeit aus den Haargefäßen ins Gewebe (transkapillärer Verlust intravasaler Flüssigkeit), also zum Verlust von Blutvolumen.
Die Übersäuerung bewirkt zusätzlich, dass die kleinen arteriellen Gefäße, die das Blut zu den Haargefäßen leiten, erschlaffen; die kleinen Venen, die das Blut aus den Haargefäßen ableiten, erschlaffen jedoch nicht, wodurch in den Haargefäßen ein Stau der roten Blutkörperchen (Sludge) entstehen und zu Mikrothromben führen kann. Im Extremfall kann daraus eine Verbrauchskoagulopathie entstehen.
Ein Schock kann aus unterschiedlichen Gründen beginnen, unbehandelt schreitet er dann aber unabhängig von der Ursache monomorph weiter.
- Ursache – Blutverlust: Der Blutverlust führt zu vermindertem Blutvolumen (Hypovolämie), wodurch sich reaktiv auch die Pumpleistung des Herzens vermindert. Das wiederum führt zu Hypoxie und begleitender Azidose, deren Folge (etwa beim polytraumatischen Schock) die Atonie der Arteriolen mit Schädigung der Kapillaren ist. Der dabei entstehende Flüssigkeitsverlust aus den Gefäßen führt wiederum zu einer Verstärkung der Hypovolämie.
- Ursache – Herzinsuffizienz: Hier ist primär die Pumpleistung des Herzens vermindert, was wiederum zu Hypoxie und begleitender Azidose im Gewebe führt, als deren Folge eine Schädigung der Kapillaren auftritt. Der dabei entstehende Flüssigkeitsverlust aus den Gefäßen führt wiederum zu einer Verstärkung der Hypovolämie.
- Ursache – Sepsis/Anaphylaxie: Eine Schädigung der Kapillaren führt zum Flüssigkeitsverlust aus den Gefäßen, also zur Hypovolämie. Dadurch sinkt reaktiv die Pumpleistung des Herzens, wodurch Hypoxie und Azidose im Gewebe folgen, die ihrerseits wieder zu einer Schädigung der Kapillaren führen.

Letztlich ist es also egal, an welcher Stelle das lebensbedrohliche Geschehen beginnt, der Ablauf ist immer gleich. Es ist letztlich ein Circulus vitiosus, der auch als „Schockspirale“ bezeichnet wird.
(→ Zu den Auswirkungen auf die Nieren siehe auch Hauptartikel Schockniere.)

## Einteilung, Klinik und Grundlagen

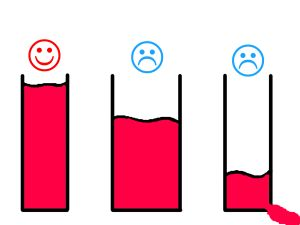
Grafische Illustration verschiedener Schockarten: kein Schock (links), distributiver Verteilungsschock mit Weitstellung der Blutgefäße (Mitte), Volumenmangelschock durch Blutverlust (rechts)

Es wird bei den Schockarten zwischen hypovolämischem, distributivem und obstruktivem Schock unterschieden. Diese drei Hauptgruppen unterscheiden sich vor allem durch das betroffene Organsystem. Der Volumenmangelschock bezieht sich auf das Blut- und Flüssigkeitsvolumen, der distributive auf das Gefäßsystem und der obstruktive Schock auf den Kreislauf.

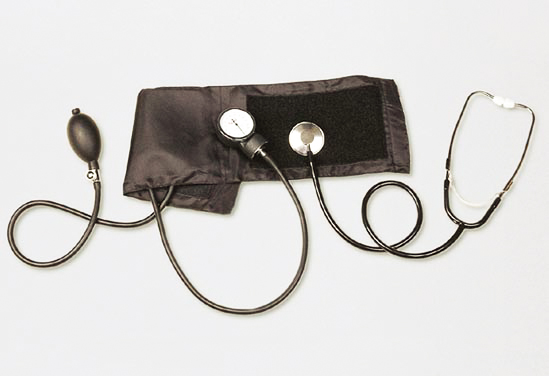
Einfache Untersuchungen wie Messung des Blutdruckes und der Herzfrequenz liefern entscheidende diagnostische Hinweise.

Die Diagnose setzt sich aus dem Erkennen der Ursache und dem klinischen Bild des Schocks zusammen. In aller Regel zeigt das klinische Bild des Schocks einen erniedrigten systolischen Blutdruck (< 90 mmHg – Ausnahme: zuvor bestehender Bluthochdruck) bzw. eine erniedrigte Blutdruckamplitude und eine erhöhte Herzfrequenz (> 100 Schläge pro Minute beim Menschen – Ausnahme: bestehende Therapie mit Betablocker) und somit das Bild eines Pulsus celer et parvus. Zudem sind bei den Patienten häufig eine fahle, blassgraue und feuchte Haut (als Zeichen der „Zentralisation“ – Ausnahme: septischer Schock in der hyperdynamen Phase), eine veränderte Bewusstseinslage (Unruhe, Angst, Apathie) und eine gestörte Vigilanz (Somnolenz, Koma) zu finden. Besonders im Frühstadium können aber diese Kriterien auch fehlen. Unter stationären Bedingungen erlauben detailliertere (und damit wesentlich (zeit-)aufwändigere) Scoring-Systeme, wie z. B. die Acute Physiology And Chronic Health Evaluation, kurz APACHE, zuverlässigere und genauere Prognosen. Auch verschiedene Laboruntersuchungen (Blutgasanalyse, bei der die Hämoglobin-, Hämatokrit-, Erythrozyten-, Laktat- und pH-Werte gemessen werden) sowie je nach Bedarf eine apparative Diagnostik (z. B. Sonographie, Echokardiographie, Magnetresonanztomographie u. a.) liefern genauere Diagnosen und ergänzende Hinweise auf Ursachen.
Beispielsweise in der Rettungsmedizin ist die Fingernagelprobe (auch: Nagelbett- oder Rekap-Probe) eine Methode zur orientierenden Feststellung der peripheren Durchblutungssituation, welche einen groben Rückschluss auf die Kreislaufsituation zulässt, insbesondere bei wenig Zeit für die Untersuchung eines jeden Verletzten, etwa bei Katastrophen und Unfällen. Dabei wird der Nagel kurz ins Nagelbett gedrückt, so dass sich dieses durch die Verdrängung von Blut aus den Kapillaren weiß färbt. Ist die Zeit bis zur Wiedereinfärbung (Rekapillarisierung) länger als eine Sekunde, liegt eine Mangeldurchblutung vor.
siehe auch →  Dehydratation (Medizin)#Diagnostik

### Volumenmangelschock
Der Volumenmangelschock, auch hypovolämischer Schock genannt, entsteht durch einen starken Flüssigkeitsverlust, wodurch die Menge des in den Gefäßen zirkulierenden Blutes abnimmt. Hierdurch kommt es zu verschiedenen Veränderungen der Makrozirkulation (sympathoadrenerge Reaktionen), der Mikrozirkulation, des Gewebsstoffwechsels (durch Ischämie) und des Immunsystems (Entzündungsreaktionen, Immunsuppression, SIRS) bis hin zum Multiorganversagen.
Ursache kann ein großer Blutverlust (dann hämorrhagischer Schock genannt, bei Gewebszerstörungen und Frakturen auch hämorrhaghisch-traumatischer Schock) sein, wie er nach einem Unfall auftreten kann. Typische Fälle hierfür sind zum einen der Knochenbruch des Beckens oder großer Röhrenknochen mit bis zu etwa fünf Liter Blutverlust beim erwachsenen Menschen und zum anderen der Riss (Ruptur) innerer Organe. Ohne Unfall können das Platzen von großen Gefäßen (insbesondere die Aortenaneurysmaruptur), der Blutverlust während oder nach Operationen oder einer Geburt sowie spontane bzw. nichttraumatische Blutungen bei Gerinnungsstörungen (z. B. Bluterkrankheit, Medikamentenmissbrauch) die gleiche Auswirkung haben. Bluterbrechen oder rektale Blutungen können Hinweise auf nichttraumatische Ursachen eines hämorrhagischen Schocks geben. Charakteristisch für einen hämorrhagischen Schock ist die (akute) kritische Abnahme des Blutvolumens in den Blutgefäßen (des intravaskulären Volumens) mit Verlust der durch Erythrozyten vermittelten Sauerstofftransportkapazität.
Auch der Verlust von Wasser und Elektrolyten z. B. bei Darmverschluss (Ileus), bei Bauchwassersucht (Aszites), bei ausgeprägtem Durchfall (Diarrhoe) und bei Erbrechen sowie der Entzug beziehungsweise eine mangelnde Zufuhr von Wasser (Dehydratisierung) können zum hypovolämischen Schock führen. Ein Blutverlust von 20 % (etwa 1 Liter beim Menschen) wird noch gut kompensiert – der arterielle Blutdruck bleibt normal –, während bei Verlust darüber die Gefahr der Entwicklung eines Schocks besteht. Der zentrale Venendruck sinkt jedoch bereits bei Verlusten von 10 % messbar ab.
Als (unzuverlässige) Faustregel zur Abschätzung des Schweregrades eines Volumenmangelschocks hatte sich der „Schockindex“ im klinischen Alltag durchgesetzt. Dabei teilt man die Pulsfrequenz durch die Höhe des systolischen Blutdruckes (die Einheiten werden dabei ignoriert; die korrekte Einheit des (normalerweise etwa 0,5 betragenden) Schockindexes wäre {\displaystyle {\frac {1}{\mathrm {min} \cdot \mathrm {mm\,Hg} }}}). Werte über 1 legen das Bestehen eines manifesten Schocks nahe.
Daraus lassen sich drei Schweregrade eines Volumenmangelschocks ableiten. Im Anfangsstadium (noch keine sicheren Zeichen der Dekompensation) ist der Blutdruck normal, die Haut oft feucht und kühl (Kaltschweißigkeit) und blass. Im Stadium 2 (erste Zeichen der Dekompensation) ist der Puls beschleunigt (Tachykardie) und meist schwach, der systolische Blutdruck beträgt weniger als 100 mmHg, im Liegen sind die Halsvenen zusammengefallen (kollabiert), die Patienten klagen über starken Durst, die Harnausscheidung geht durch die Verminderung der Nierenfunktion zurück (Oligurie). Im Stadium 3 (massive Zeichen der Dekompensation) sinkt der systolische Blutdruck unter 60 mmHg (arterielle Hypotonie), der Puls ist kaum tastbar, die Atmung ist flach und schnell, Unruhe oder Bewusstseinsstörungen und Ausfall der Nierenfunktion (Anurie) treten auf.
Therapie:
Zur bereits vor der Aufnahme in eine Klinik stattfindenden Behandlung gehören:
- beim hämorrhagischen Schock Unterbrechung der Blutung
- Infusionstherapie
- Sauerstoffzufuhr, ggf. Beatmung
- Katecholamintherapie, falls Volumenzufuhr keine ausreichende Blutdruckanhebung bewirkt
- Trendelenburg-Lagerung, Antischockhose

In der Klinik folgen dann bei Verletzungen die chirurgische Blutstillung, bei Bedarf eine Transfusionstherapie, eine weitere Infusionstherapie und spezifische Pharmakotherapie.

### Kardiogener Schock
Der kardiogene Schock wird durch eine massive Reduzierung des Herzzeitvolumens ausgelöst. Das Herz pumpt dabei nicht genügend Blut in den Kreislauf.
Ursachen des kardiogenen Schocks können Erkrankungen am Herzen selbst wie Myokardinfarkt, Myokarditis, Endokarditis, Kardiomyopathie, Herzinsuffizienz oder auch schwere Herzrhythmusstörungen, akute Mitral- oder Aortenklappeninsuffizienz sein. Sie können aber auch außerhalb des Herzens (z. B. Herzbeuteltamponade, Perikarditis, Lungenembolie oder Spannungspneumothorax) liegen.
Typisch sind ein systolischer Blutdruck von weniger als 90 mmHg (Millimeter Quecksilbersäule), ein Herzindex von weniger als 1,8 l/min/m² (Liter/Minute/Quadratmeter Körperoberfläche; korrekt (l/min)/m² = mm/min) und ein linksventrikulärer enddiastolischer Druck von über 20 mmHg.
Klinisch finden sich Atembeschwerden mit feuchten Rasselgeräuschen über den basalen Lungenabschnitten und im Röntgenbild des Brustkorbes Zeichen einer Lungenstauung. In der Echokardiographie lassen sich Ursache und Umfang des verminderten Herzzeitvolumens (z. B. Herzbeuteltamponade, Klappenfunktion, Ventrikelfunktion) ausmachen. Auch ist eine invasive Diagnostik mittels Rechtsherzkatheteruntersuchung grundsätzlich angezeigt. Die weiteren klinischen Symptome entsprechen denen der Ursache (z. B. Herzinfarkt) und erfordern die entsprechende weitere Diagnostik.

### Distributiver Schock
Genau genommen ist der distributive Schock ein relativer Volumenmangelschock, der durch eine unkontrollierte Weitstellung der Gefäße oder durch eine vermehrte Diffundierung von Flüssigkeit in den Zwischenzellraum entstehen kann.

#### Septischer Schock
Beim septischen Schock (auch: bakterieller Schock oder Endotoxin-Schock) reagiert der Organismus auf eine generalisierte oder lokal begrenzte Infektion durch Mikroorganismen mit der Wirkung von Giftstoffen. Das Vorhandensein von Antigenen (z. B. Bakterien oder deren Produkte) im Blutkreislauf ist hierbei erforderlich. Entzündungen des Bauchfelles (Peritonitis), der Bauchspeicheldrüse (Pankreatitis), der Gallenblase (Cholezystitis) oder der Gallengänge (Cholangitis), eine Nierenbecken- (Pyelonephritis) oder Lungenentzündung (Pneumonie) sowie Infektionen durch in den Körper eingebrachtes Fremdmaterial (z. B. Urin- oder Venenkatheter) oder bei Immunsuppression und die Verbrennungskrankheit können die Kettenreaktionen der Immun- und Blutgerinnungskaskade in Gang setzen und so zum klinischen Vollbild der Sepsis führen.
Vom septischen Schock spricht man, wenn die Symptome des systemischen inflammatorischen Response-Syndroms (SIRS) vorliegen, eine infektiöse Ursache nachgewiesen werden konnte und der systolische Blutdruck trotz ausreichender Volumengabe mindestens eine Stunde lang unter 90 mmHg liegt. In der Frühphase (hyperdyname Form) sind dabei der periphere Widerstand und die Differenz des Sauerstoffgehaltes zwischen venösem und arteriellem Blut deutlich verringert, Blutdruck und Zentraler Venendruck (ZVD) normal oder nur wenig erniedrigt und die Haut warm, trocken und rosig. In der Folgephase (hypodyname Form) wird die Haut dann blass, feucht und kühl, Blutdruck, ZVD und Harnmenge nehmen ab und der periphere Widerstand sowie die Differenz des Sauerstoffgehaltes zwischen venösem und arteriellem Blut sind erhöht.
Einen besonders fulminanten Verlauf kann der septische Schock bei Meningokokkensepsis, Waterhouse-Friderichsen-Syndrom, nach Splenektomie oder beim „toxischen Schocksyndrom“ nehmen.

#### Anaphylaktischer Schock
Der anaphylaktische Schock stellt die schwerste Form einer Überempfindlichkeitsreaktion dar. Die enorme Freisetzung von Histamin führt zu einer Gefäßweitstellung mit relativem Flüssigkeitsmangel und Blutdruckabfall. Das Herzminutenvolumen nimmt ab und die Bronchien können sich verengen. Ursächlich können auch Medikamente wie Analgetika, Anästhetika oder Penicillin sein oder andere so genannte Allergene, z. B. Insektengifte (Insektengiftallergie). Besonders Patienten mit erhöhter Allergiebereitschaft (Atopie) sind gefährdet (Neurodermitis, Heuschnupfen usw.).
Der Ablauf einer anaphylaktischen Reaktion lässt sich grundsätzlich in fünf Stufen gliedern, wobei eine lediglich lokal begrenzte Hautreaktion, ohne begleitende Allgemeinsymptome, als Grad 0, also nicht als anaphylaktischer Schock im eigentlichen Sinn gewertet wird. Den leichtesten Grad (Grad 1) stellen generalisierte Hautsymptome wie Nesselsucht (Urtikaria), Juckreiz oder Erröten (Flush) dar, die von Allgemeinsymptomen wie Schwindel, Kopfschmerz oder Angstzuständen begleitet werden. Beim Grad 2 treten zusätzlich Blutdruckabfall und Herzrasen (Tachykardie), oft begleitet von Übelkeit und Erbrechen, sowie eine leichte Atemnot auf. Schwere Atemnot (Bronchospasmus, der klinisch wie ein Asthmaanfall imponiert, oder selten auch ein Larynxödem), begleitet von massivem Blutdruckabfall (auf < 90 mmHg) und rascher Herzfrequenz, charakterisieren den dritten Grad. Kommt es zum Kreislauf- oder Atemstillstand, spricht man von einem Grad 4.

#### Neurogener Schock
Bei dem neurogenen Schock entsteht durch einen nervalen Ausfall der Regulation von Kreislauf- und/oder Gefäßtonus ein Kreislaufversagen. Häufige Ursachen für einen neurogenen Schock sind Läsionen des Rückenmarkes, die Spinalanästhesie und Verletzungen beziehungsweise Intoxikationen des zentralen Nervensystems (z. B. Schädel-Hirn-Trauma bei Verkehrsunfall). Auch Krebs, Hirnhaut- (Meningitis) und Gehirnentzündung (Enzephalitis) zählen zu den Ursachen eines neurogenen Schocks. Seltener entsteht ein neurogener Schock funktionell, beispielsweise bei sehr starken Schmerzreizen.
Infolge der Unterbrechung der nervalen Versorgung der Blutgefäße entsteht eine Lähmung der glatten Muskulatur der Adern. Sie sind maximal weit gestellt und es kann keine Gegenregulation des Sympathikus erfolgen. Resultat ist ein relativer Volumenmangel durch förmliches „Versacken“ des Blutes in den Beinadern. Bei einem neurogenen Schock können sich zusätzlich Symptome wie An- bzw. Hypohidrose sowie eine Einschränkung der Thermoregulation des betroffenen Körperabschnittes zeigen.

### Obstruktiver Schock
Ein obstruktiver Schock wird durch eine Blockade größerer Gefäße oder des Herzens selbst verursacht. Die Symptomatik gleicht der des kardiogenen Schocks, seine Behandlung unterscheidet sich aber grundlegend und konzentriert sich vor allem auf die Beseitigung der Blockade. Ursachen können beispielsweise sein:
- Vena-cava-Kompressionssyndrom
- Herzbeuteltamponade
- Lungenembolie
- Spannungspneumothorax

### Sonderformen
Bei besonders charakteristischen Konstellationen haben sich in der klinischen Alltagssprache noch weitere Bezeichnungen für Formen des Schocks eingebürgert. Diese beruhen ebenfalls auf den bereits dargestellten physiologischen Mechanismen. Folgende Beispiele seien hier genannt:

#### Spinaler Schock
Grundsätzlich vom neurogenen Schock unterschieden wird der spinale Schock, der einen Ausfall sämtlicher Rückenmarksfunktionen nach Verletzungen bezeichnet und nicht zwangsläufig einen relativen Volumenmangel bedingt. Das Krankheitsbild kann reversibel sein und sich dann durch schlaffe Lähmungen äußern oder in eine spastische Parese übergehen.

#### Endokriner Schock
Der endokrine Schock entsteht durch Über- oder Unterfunktionen von Hormonen (z. B. bei Hyperthyreose, Morbus Addison, Waterhouse-Friderichsen-Syndrom oder Hypothyreose).

#### Weitere Formen
In der Fachliteratur werden zusätzlich folgende Attribute im Zusammenhang mit dem Begriff „Schock“ genannt:
- apoplektisch und paralytisch – Verwendung im Sinne des neurogenen Schocks, also Ausfall der Kreislauf- und/oder Gefäßregulation,
- dekompensiert, irreversibel und refraktär – Verwendung im Sinne eines unbehandelt infaust fortschreitenden Schockgeschehens,
- elektrisch – Verwendung im Sinne der Folgen eines Elektrounfalles mit folgender Einschränkung des Herzminutenvolumens und begleitender Störung der Kreislauf- und/oder Gefäßregulation,
- febril – Verwendung im Sinne des anaphylaktischen, aber auch des Volumenmangelschockes (Dehydration als direkte Folge des Fiebers),
- hypoglykämischer oder Insulin-Schock – Verwendung im Sinne durch erniedrigten Blutzuckerspiegel auftretender Störungen des Bewusstseins sowie der zentralen Atem- und Kreislaufregulation,
- kompensiert und latent – Verwendung im Sinne des Anfangsstadiums eines Schockgeschehens,
- orthostatisch – Verwendung letztlich im Sinne des spinalen Schocks, also Störung von Kreislauf- und/oder Gefäßregulation bei aufrechter Körperposition („Versacken des Blutes“), und
- psychisch – Verwendung im Sinne eines Psychotraumas (psychischer Schock oder auch Nervenschock)[18] beziehungsweise
- iatrogen – Verwendung im Sinne einer Folge einer Schockbehandlung bei psychiatrischen Erkrankungen; im Extremfall Fortschreiten durch Störung der Kreislauf- und/oder Gefäßregulation.

## Therapie

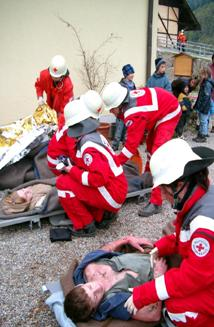
Die richtige Lagerung und der Schutz vor Unterkühlung sind wichtige Akutmaßnahmen beim Schock (Bild einer Übung).

Liegt ein Schock vor, sind so schnell wie möglich Maßnahmen zu Schockbekämpfung einzuleiten. Dies ist abhängig von dem Bereich der Rettungskette, an dem sich der Patient befindet, in unterschiedlichem Umfang möglich. Bereits im Vorfeld der Therapie bedarf es aber immer der Differenzierung der vorliegenden Form des Schocks nach der oben dargestellten Einteilung. Besondere Bedeutung kommt dabei dem prompten Erkennen des kardiogenen Schocks zu. Zur Diagnose werden Anamnese, klinisches Bild (Herzfrequenz, Blutdruck und sonstige Auffälligkeiten) und sofern möglich ergänzende Untersuchungen wie EKG, ZVD, Laborparameter sowie die Bestimmung des Sauerstoffgehaltes des Blutes mittels Blutgasanalyse oder Pulsoxymetrie herangezogen.
Als Basismaßnahmen sind die Atemwege freizuhalten, der Patient vor Unterkühlung zu schützen und Sauerstoff über eine Nasensonde zu geben. Die Maßnahmen der „Schocklagerung“ (auch „Passive Leg Raising“ oder „PLR“; ein Anheben der Beine der Patienten mit der Absicht, dadurch eine Umverteilung des Blutes im Körper hin zum Herzen zu erreichen) oder der Trendelenburg-Lagerung sind weit verbreitet und werden weiterhin unterrichtet, die Studienlage kommt bezüglich der Wirksamkeit aber zu teilweise widersprüchlichen Ergebnissen. Manche Autoren legen dabei sogar mögliche negative Effekte, vor allem in der Trendelenburg-Lagerung, nahe. Beide Lagerungen werden in Standardwerken zum Thema Notfallmedizin und in den aktuellen Empfehlungen der Fachkommission DIVI weiterhin im Rahmen der Schockbekämpfung beim absoluten Volumenmangelschock sowie beim anaphylaktischen und beim septisch-toxischen Schock empfohlen. Ein Patient im kardiogenen Schock soll in sitzender Position gelagert werden, um das Herz zu entlasten. Die konsequente Überwachung von Pulsfrequenz, Blutdruck, EKG (Monitoring). ZVD, Diurese und arterieller Sauerstoffsättigung des Blutes, ergänzt um Laborparameter wie kleines Blutbild, Gerinnungsanalyse, Harnstoff, Kreatinin und Elektrolytstatus, sowie insbesondere beim kardiogenen Schock zusätzlich von Pulmonalisdruck und Herzzeitvolumen ist nicht nur zur Verlaufskontrolle notwendig, sondern auch um auftretende Komplikationen zum frühestmöglichen Zeitpunkt erkennen und gezielt behandeln zu können.

### Hypovolämischer Schock
Hier steht die Normalisierung des Blutvolumens im Vordergrund, um die Schockspirale zu durchbrechen. Grundsätzlich geschieht dies über die Gabe von isotonen kristallinen und kolloidalen Infusionslösungen (Verhältnis 2:1 bis 3:1) mittels großlumiger peripherer Zugänge. Seit einigen Jahren stehen für die Initialtherapie auch hyperosmolare Infusionslösungen zur Verfügung, die das intravasale Volumen besonders rasch und effektiv erhöhen, da sie den Effekt hyperosmolarer kristalliner (Steigerung des osmotischen Gradienten und damit Flüssigkeitsverschiebung von Intrazellularraum und Interstitium in die Blutgefäße) mit demjenigen kolloider Volumenexpander kombinieren. Der Volumenersatz soll die Hypovolämie ausgleichen, aber nicht zu einer nennenswerten Hypervolämie führen (ZVD nicht über 14 cmH2O).
Hydroxyethylstärke (HES) wurde früher häufig als Volumenersatzmittel zur Behandlung eines Schocks, insbesondere bei akutem Blutverlust (hypovolämischer Schock), eingesetzt. Die Substanz wirkt, indem sie das Blutvolumen durch kolloidosmotische Effekte stabilisiert und so die Kreislauffunktion kurzfristig unterstützt.
Allerdings haben neuere Studien gezeigt, dass die Anwendung von HES mit einem erhöhten Risiko für Nierenschäden und einer erhöhten Sterblichkeit, besonders bei Patienten mit Sepsis oder bestehenden Nierenerkrankungen, verbunden ist. Deshalb hat die Europäische Arzneimittelagentur (EMA) die Zulassung von HES-haltigen Infusionslösungen 2022 in der EU ruhen lassen, sodass sie in der Regel nicht mehr angewendet werden dürfen. Auch in aktuellen Leitlinien wird HES für die Schocktherapie bei Intensivpatienten nicht mehr empfohlen.

### Kardiogener Schock

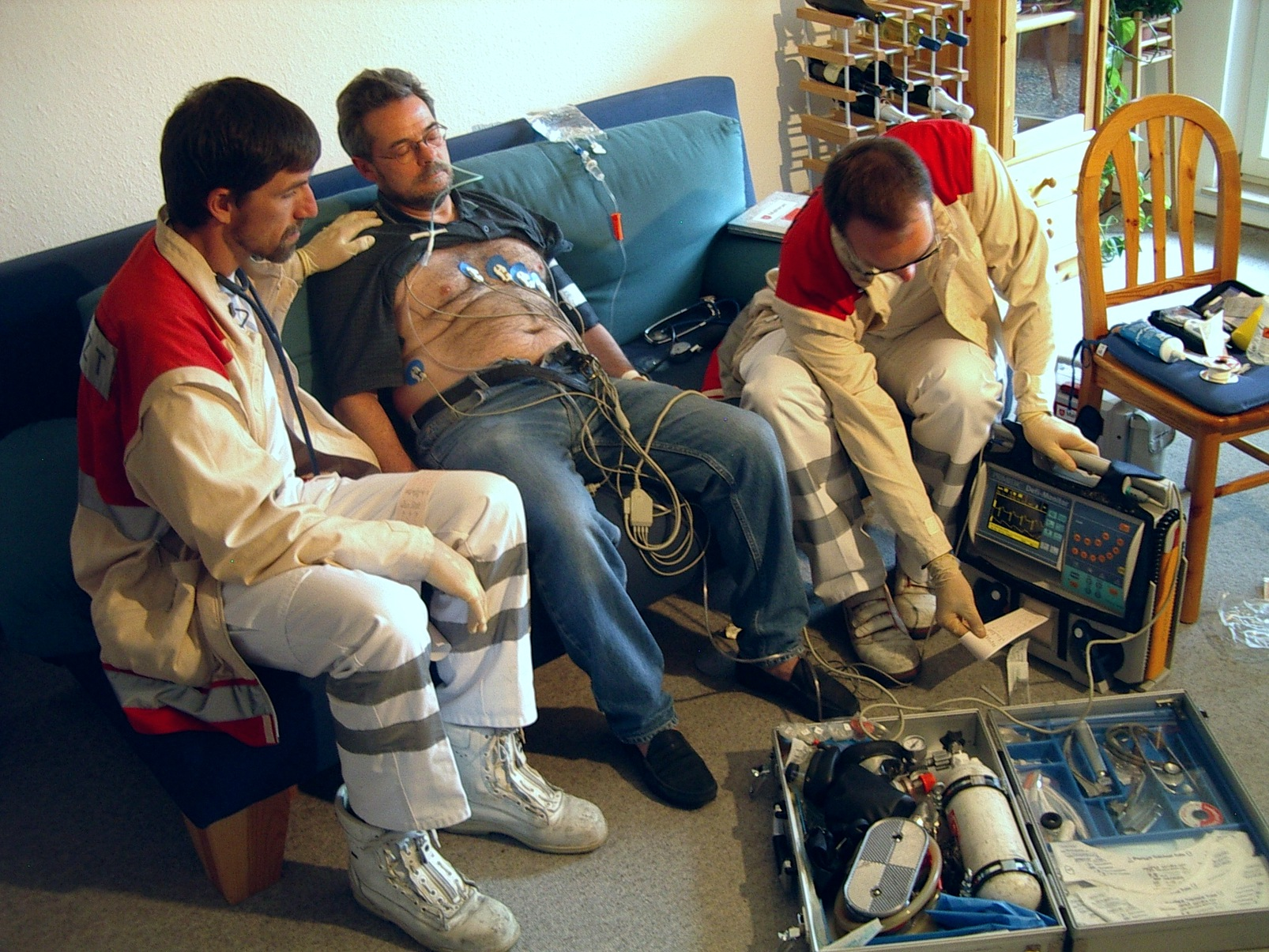
Beim kardiogenen Schock sollte der Oberkörper des Patienten hochgelagert werden (Bild einer Übung).

Als symptomatische Therapie werden, wenn irgend möglich, der Oberkörper des Patienten hochgelagert, eine ausreichende Schmerzreduzierung und Beruhigung eingeleitet, die Herzkraft mittels geeigneter Maßnahmen (z. B. die Gabe von Dobutamin) gesteigert und eine ausreichende Sauerstoffversorgung des Körpers (sofern nötig auch mittels künstlicher Beatmung unter Gabe von 100-prozentigem Sauerstoff) hergestellt.
Die ursächliche Behandlung der auslösenden Herzerkrankung (z. B. Myokardinfarkt, Herzrhythmusstörung, Myokarditis und Perikarditis) steht jedoch im Vordergrund.

### Septischer Schock
Die ursächliche Therapie des septischen Schocks (Letalität bis 70 %) basiert auf einer Infektsanierung und einer effektiven Antibiotikatherapie. Symptomatisch ist die Behandlung der Herz-Kreislauf-Parameter (Zielwerte: ZVD = 8–12 cmH2O, MAP = 65–90 mmHg, Hämatokrit ≥ 30 %, zentralvenöse Blutsauerstoffsättigung ≥ 70 %). Hierzu können sowohl die Gabe kolloidaler und kristalliner Infusionslösungen sowie die Transfusion von Blutprodukten und die Gabe kreislaufunterstützender Medikamente (z. B. Noradrenalin) als auch eine hohe Sauerstoffapplikation, gegebenenfalls unter künstlicher Beatmung, notwendig werden. Ergänzend ist auf eine möglichst normale Einstellung des Blutzuckers ebenso wie auf eine Nebennierenrindeninsuffizienz (dann Substitution von Hydrocortison) zu achten und Komplikationen wie einer Verbrauchskoagulopathie durch Heparingaben vorzubeugen. Präventiv wird neben Kontrollen des Antithrombinwertes auch eine künstliche Beatmung zur Vermeidung einer schockbedingten Schädigung der Lunge empfohlen.

### Anaphylaktischer Schock
Symptomatisch ist die Schocklagerung geeignet und wenn möglich ist auch eine weitere Antigenzufuhr möglichst rasch zu unterbinden. Ergänzend ist die Gabe von Prednisolon, Histaminantagonisten (Fenistil und Ranitidin) (H1- und H2-Blocker), Volumenexpandern und Adrenalin angezeigt. Beim Bronchospasmus können zusätzlich β2-Mimetika als Aerosol und Theophyllin notwendig werden. Bei Anhalten des Zustandes über einen längeren Zeitraum ist das positiv inotrop wirksame Dopamin hilfreich. Auf eine ausreichende Oxygenierung des Blutes ist zu achten.

### Sonderformen
Besonders bei unklaren Schockzuständen sollten Sonderformen notfallmedizinisch ergänzend differentialdiagnostisch erwogen und, soweit mit der jeweilig zur Verfügung stehenden Ausrüstung möglich, abgeklärt werden. Die in diesem Zusammenhang besonders bedeutsame Hypoglykämie ist bereits präklinisch (also vor Beginn der Krankenhausbehandlung) durch die einfache Gabe einer hochkonzentrierten Glucoselösung erfolgreich behandelbar.

## Historisches
1731 beschrieb der französische Chirurg Henry François Le Dran einen tödlich endenden Zusammenbruch der Lebensfunktionen eines Verletzten. 1743 veröffentlichte er dann einen Aufsatz über Verletzungen auf dem Schlachtfeld (Traité ou réflexions tirées de la pratique sur les playes d’armes à feu). Er schrieb „le choque“. In der englischen Übersetzung wurde dabei erstmals in der medizinischen Literatur der Begriff „Schock“ angewendet. Der Begriff wurde rasch im englisch- und deutschsprachigen Raum im Zusammenhang mit Verletzungen gebraucht. Otto Dornblüth erwähnte den Choc erstmals 1901 in seiner zweiten Auflage. Bei seinem Erklärungsversuch griff Le Dran allerdings auf die Humoralpathologie der altgriechischen Medizin zurück.
Der Begriff Schock im heutigen Sinne geht auf eine Monographie von Morris aus dem Jahre 1867 zurück und wird seither allgemein verwendet. Ende des 19. Jahrhunderts wurden die Symptome des Schocks durch klinische Beobachtungen zunehmend dezidierter beschrieben. Der Chirurg Timothée Piechaud beschrieb ihn 1880 in seiner Abhandlung Que faut-il entendre par l’expression de choc traumatique als Folgezustand nach einem Unfall, der charakterisiert sei durch eine Schwächung der Herzaktionen, Absinken des Blutdruckes, allgemeine Blässe und Muskelschwäche. Damit kam er der noch heute gültigen Beschreibung zwar schon sehr nahe, die Interpretation des Schockgeschehens aus den Symptomen heraus gelang jedoch letztlich nie.
Johann Georg Krünitz führte das Verbum schocken auf  französisch choquer = stoßen zurück. Der Brockhaus schrieb 1865: „Choc nennt man das gewaltsame Anrennen einer Reiterlinie gegen den Feind.“ Josef Grünfeld beschrieb die hereditäre Syphilis 1887 (nach Philippe Ricord) als Choc en retour. Das deutsche Wort Schock findet sich bei Otto Dornblüth erstmals 1919 in der achten Auflage seines Klinischen Wörterbuches. Konrad Duden schrieb 1880 in seiner ersten Auflage (in Abgrenzung zum Schock = fünf Dutzend = vier Mandeln) noch Chok mit dem Verb chokieren; bereits in der neunten Auflage steht 1926 zusätzlich „Schock = Nervenanfall“. Walter Guttmann teilte 1919 den Shock in zahlreiche Formen ein, ebenso Otto Roth schon 1878. Analog beschrieben Wilhelm Kühn 1913 und Julius Mahler 1922 den Shock als einen Nervenanfall beziehungsweise als eine „allgemeine Erschütterung des Nervensystems durch einen Stoß oder Schreck“. Das Lehrbuch der inneren Medizin erklärte 1939 den Shock und seine Therapie. Genauso beschrieb der Chemiker Eduard Strauß den Shock noch 1954 als „durch Nervenerregung hervorgerufene Lähmungserscheinungen“, obwohl Meyers Kleines Lexikon den Schock schon 1934 als Nerven-Schock erklärte und Herzanregungsmittel und Beruhigungsmittel empfahl.
Erste Erfolge in der Schockbehandlung erreichte Alfred Blalock mit seinen Forschungen, nach denen eine Volumensubstitution, beispielsweise durch Blutplasma, die Folgen des Schocks reduzieren konnte. Diese Erkenntnisse wurden bereits im Zweiten Weltkrieg (1939–1945) eingesetzt, wobei die Todesrate jedoch immer noch sehr hoch war. In der Folge konnte man eine reversible und eine irreversible Phase im Schockverlauf definieren, was später, um eine dritte, vorgelagerte Phase ergänzt, als Wiggers-Modell bekannt wurde.
Auslöser der modernen Schockforschung war dann der Vietnamkrieg (1955–1975), in dessen Verlauf auch die Schocklunge erstmals beschrieben und auf eine „Verklumpung“ von Blutzellen in den Haargefäßen zurückgeführt wurde. Fritz Lange schrieb schon 1953, dass im Schock „die Blutströmung vermindert ist. Die Kapillaren sind erweitert und voll von roten Blutkörperchen, die in dem Zustand der Peristase langsam in erweiterter Strombahn dahinströmen.“ Hanns Gotthard Lasch und Kollegen zeigten 1971, dass es deswegen bei allen Schockformen regelhaft zu einer Verbrauchskoagulopathie kommt. Analysen der Blutgase und des zentralen Venendrucks wurden damals aus wissenschaftlichen Gründen zeitnah vorgenommen, also noch auf den Schlachtfeldern des Vietnamkrieges.